# Energy Murambadoro
Energy Murambadoro (27 de Junho de 1982, Gweru) é um futebolista zimbabuano que joga actualmente no Mpumalanga Black Aces da Premier Soccer League.

## Carreira
Energy Murambadoro representou o elenco da Seleção Zimbabuense de Futebol no Campeonato Africano das Nações de 2004 e 2006.